# Gmina Sveti Martin na Muri
Gmina Sveti Martin na Muri (chorw. Općina Sveti Martin na Muri) – gmina w Chorwacji, w żupanii medzimurskiej. W 2011 roku liczyła  2605 mieszkańców.